# 出雲市
出雲市（日语：／ Izumo shi */?）是位於日本島根縣的城市，以「神話之國 出雲」而聞名。轄區主要位於出雲平原上，北側為島根半島，臨日本海，南側為中國山地，人口數在島根縣內的為第二多，在整個山陰地方中僅次於松江市及鳥取市排行第三。出雲市也與東側同樣屬於雲伯地區的松江都市圏、米子都市圏共同形成中海・宍道湖・大山圏域，此區域內的行政區劃也會共同制定發展策略。

## 人口
| 出雲市人口分布圖 |                                               |  |
| 出雲市與日本全國年齡別人口分布比較圖 （2005年資料） | 出雲市的年齡、男女別人口分布圖 （2005年資料） |  |
| ■紫色是出雲市 ■綠色是全国 | ■藍色是男性 ■紅色是女性                       |  |
| 出雲市人口變化 \| 1970年 \| 157,325人 \| \| \| 1975年 \| 159,058人 \| \| \| 1980年 \| 166,280人 \| \| \| 1985年 \| 170,529人 \| \| \| 1990年 \| 171,422人 \| \| \| 1995年 \| 172,001人 \| \| \| 2000年 \| 173,776人 \| \| \| 2005年 \| 173,751人 \| \| \| 2010年 \| 171,485人 \| \| \| 2015年 \| 171,938人 \| \| \| 2020年 \| 172,775人 \| \| |                                               |  |
| 資料來源：日本總務省統計中心提供之人口普查數據 |                                               |  |
| 1970年 | 157,325人                                     |  |
| 1975年 | 159,058人                                     |  |
| 1980年 | 166,280人                                     |  |
| 1985年 | 170,529人                                     |  |
| 1990年 | 171,422人                                     |  |
| 1995年 | 172,001人                                     |  |
| 2000年 | 173,776人                                     |  |
| 2005年 | 173,751人                                     |  |
| 2010年 | 171,485人                                     |  |
| 2015年 | 171,938人                                     |  |
| 2020年 | 172,775人                                     |  |

## 历史
在日本神話中有許多發生於出雲的故事，包括國引神話、大國主之神話、大國主之建國，以及素戔嗚尊來到出雲斬殺了八岐大蛇的故事。而實際上在出雲平原確實也發掘出了許多和這些神話有關的遺跡及文物。
在令制國時代，現在的出雲市西半部屬於神門郡。北部屬於楯縫郡，東部屬於出雲郡，南部屬於飯石郡。13世紀承久之亂後，佐佐木義清因戰功受封出雲及隱岐兩國，其子孫後來成為支配出雲及隱岐各地的出雲源氏一族，包括以本地為根據地並成為出雲國守護的鹽冶氏。此後本地先後由京極氏、尼子氏，最後在16世紀被毛利輝元所掌控。
17世紀的江戶時代後成為松江藩的領地，部分區域後來又成為松江藩的支藩廣瀨藩的領地，另外也有部分地區屬於出雲大社和日御碕神社之寺舍領地。19世紀末明治維新後於1871年實施廢藩置縣，原屬松江藩和廣瀨藩的區域被改設為松江縣和廣瀨縣，但僅半年後的府縣整併即被整併為島根縣。
1889年日本實施町村制，現在的出雲市轄區在當時分屬：莊原村、出東村、出西村、直江村、伊波野村、久木村、窪田村、山口村、乙立村、田儀村、田岐村、久村、江南村、西濱村、神西村、知井宮村、布智村、古志村、高松村、園村、荒茅村、荒木村、杵築村、杵築町、日御碕村、遙堪村、鵜鷺村、高濱村、四纏村、川跡村、今市町、鹽冶村、朝山村、稗原村、上津村、大津村、平田町、灘分村、國富村、鳶巢村、鰐淵村、西田村、久多美村、檜山村、東村、北濱村、佐香村、伊野村、一宮村、須佐村、富山村共51個行政區劃。
其中的今市町、古志村、高松村、高濱村、四纏村、川跡村、大津村、鹽冶村在1941年2月合併為出雲町，並在同年11月改制為出雲市。其他地區在經歷1950年代的昭和大合併後，被整併為位於出雲市東部的平田市和斐川町、北部的大社町、南部的佐田町、西南部的湖陵町和多伎町。
2000年代平成大合併期間，原本的出雲市於2005年和佐田町、多伎町、湖陵町、大社町、平田市合併為新設立的出雲市，2011年斐川町也被併入出雲市。

### 變遷表
| 1889年4月1日        | 1889年 - 1926年          | 1926年 - 1954年     | 1926年 - 1954年       | 1955年 - 1989年         | 1955年 - 1989年      | 1989年 - 現在        | 現在   |
| ------------------- | ------------------------ | ------------------- | --------------------- | ----------------------- | -------------------- | -------------------- | ------ |
| 莊原村              | 莊原村                   | 莊原村              | 莊原村                | 1955年4月15日 斐川村    | 1965年4月1日 斐川町  | 2011年10月1日 出雲市 | 出雲市 |
| 出西村              |                          |                     |                       | 1955年4月15日 斐川村    | 1965年4月1日 斐川町  | 2011年10月1日 出雲市 | 出雲市 |
| 出東村              |                          |                     |                       | 1955年4月15日 斐川村    | 1965年4月1日 斐川町  | 2011年10月1日 出雲市 | 出雲市 |
| 伊波野村            |                          |                     |                       | 1955年4月15日 斐川村    | 1965年4月1日 斐川町  | 2011年10月1日 出雲市 | 出雲市 |
| 直江村              |                          |                     |                       | 1955年4月15日 斐川村    | 1965年4月1日 斐川町  | 2011年10月1日 出雲市 | 出雲市 |
| 久木村              |                          |                     |                       | 1955年4月15日 斐川村    | 1965年4月1日 斐川町  | 2011年10月1日 出雲市 | 出雲市 |
| 平田町              | 平田町                   | 平田町              | 1951年4月1日 平田町   | 1955年1月1日 平田市     | 1955年1月1日 平田市  | 2005年3月22日 出雲市 | 出雲市 |
| 灘分村              |                          |                     | 1951年4月1日 平田町   | 1955年1月1日 平田市     | 1955年1月1日 平田市  | 2005年3月22日 出雲市 | 出雲市 |
| 國富村              |                          |                     | 1951年4月1日 平田町   | 1955年1月1日 平田市     | 1955年1月1日 平田市  | 2005年3月22日 出雲市 | 出雲市 |
| 鰐淵村              |                          |                     | 1951年4月1日 平田町   | 1955年1月1日 平田市     | 1955年1月1日 平田市  | 2005年3月22日 出雲市 | 出雲市 |
| 西田村              |                          |                     | 1951年4月1日 平田町   | 1955年1月1日 平田市     | 1955年1月1日 平田市  | 2005年3月22日 出雲市 | 出雲市 |
| 久多美村            |                          |                     | 1951年4月1日 平田町   | 1955年1月1日 平田市     | 1955年1月1日 平田市  | 2005年3月22日 出雲市 | 出雲市 |
| 檜山村              |                          |                     | 1951年4月1日 平田町   | 1955年1月1日 平田市     | 1955年1月1日 平田市  | 2005年3月22日 出雲市 | 出雲市 |
| 東村                |                          |                     | 1951年4月1日 平田町   | 1955年1月1日 平田市     | 1955年1月1日 平田市  | 2005年3月22日 出雲市 | 出雲市 |
| 北濱村              |                          |                     |                       | 1955年1月1日 平田市     | 1955年1月1日 平田市  | 2005年3月22日 出雲市 | 出雲市 |
| 佐香村              |                          |                     |                       | 1955年1月1日 平田市     | 1955年1月1日 平田市  | 2005年3月22日 出雲市 | 出雲市 |
| 須佐村              | 須佐村                   | 須佐村              | 須佐村                | 1956年6月10日 佐田村    | 1969年11月3日 佐田町 | 2005年3月22日 出雲市 | 出雲市 |
| 窪田村              | 窪田村                   | 窪田村              | 1950年5月3日 窪田村   | 1956年6月10日 佐田村    | 1969年11月3日 佐田町 | 2005年3月22日 出雲市 | 出雲市 |
| 乙立村              |                          |                     | 1950年5月3日 窪田村   | 1956年6月10日 佐田村    | 1969年11月3日 佐田町 | 2005年3月22日 出雲市 | 出雲市 |
| 1950年5月3日 朝山村 | 1955年3月22日 併入出雲市 | 出雲市              |                       |                         |                      | 2005年3月22日 出雲市 | 出雲市 |
| 1950年5月3日 朝山村 | 1955年3月22日 併入出雲市 | 出雲市              | 朝山村                |                         |                      | 2005年3月22日 出雲市 | 出雲市 |
| 稗原村              | 1955年3月22日 併入出雲市 | 出雲市              |                       |                         |                      | 2005年3月22日 出雲市 | 出雲市 |
| 上津村              | 1955年3月22日 併入出雲市 | 出雲市              |                       |                         |                      | 2005年3月22日 出雲市 | 出雲市 |
| 今市町              | 今市町                   | 出雲市              | 1941年2月11日 出雲町  | 1941年11月3日 出雲市    | 1941年11月3日 出雲市 | 2005年3月22日 出雲市 | 出雲市 |
| 古志村              |                          | 出雲市              | 1941年2月11日 出雲町  | 1941年11月3日 出雲市    | 1941年11月3日 出雲市 | 2005年3月22日 出雲市 | 出雲市 |
| 高松村              |                          | 出雲市              | 1941年2月11日 出雲町  | 1941年11月3日 出雲市    | 1941年11月3日 出雲市 | 2005年3月22日 出雲市 | 出雲市 |
| 高濱村              |                          | 出雲市              | 1941年2月11日 出雲町  | 1941年11月3日 出雲市    | 1941年11月3日 出雲市 | 2005年3月22日 出雲市 | 出雲市 |
| 四纏村              |                          | 出雲市              | 1941年2月11日 出雲町  | 1941年11月3日 出雲市    | 1941年11月3日 出雲市 | 2005年3月22日 出雲市 | 出雲市 |
| 川跡村              |                          | 出雲市              | 1941年2月11日 出雲町  | 1941年11月3日 出雲市    | 1941年11月3日 出雲市 | 2005年3月22日 出雲市 | 出雲市 |
| 大津村              |                          | 出雲市              | 1941年2月11日 出雲町  | 1941年11月3日 出雲市    | 1941年11月3日 出雲市 | 2005年3月22日 出雲市 | 出雲市 |
| 鹽冶村              |                          | 出雲市              | 1941年2月11日 出雲町  | 1941年11月3日 出雲市    | 1941年11月3日 出雲市 | 2005年3月22日 出雲市 | 出雲市 |
| 神西村              | 神西村                   | 神西村              | 神西村                | 1956年4月1日 併入出雲市 |                      | 2005年3月22日 出雲市 | 出雲市 |
| 知井宮村            | 知井宮村                 | 知井宮村            | 1943年4月1日 神門村   | 1956年4月1日 併入出雲市 |                      | 2005年3月22日 出雲市 | 出雲市 |
| 布智村              |                          | 出雲市              | 1943年4月1日 神門村   | 1956年4月1日 併入出雲市 |                      | 2005年3月22日 出雲市 | 出雲市 |
| 園村                | 園村                     | 園村                | 1950年11月日 長濱村   | 1956年4月1日 併入出雲市 |                      | 2005年3月22日 出雲市 | 出雲市 |
| 荒茅村              |                          | 出雲市              | 1950年11月日 長濱村   | 1956年4月1日 併入出雲市 |                      | 2005年3月22日 出雲市 | 出雲市 |
| 杵築町              | 1925年4月1日 大社町      | 1925年4月1日 大社町 | 1951年4月1日 大社町   | 1951年4月1日 大社町     | 1951年4月1日 大社町  | 2005年3月22日 出雲市 | 出雲市 |
| 杵築村              | 1925年4月1日 大社町      | 1925年4月1日 大社町 | 1951年4月1日 大社町   | 1951年4月1日 大社町     | 1951年4月1日 大社町  | 2005年3月22日 出雲市 | 出雲市 |
| 荒木村              |                          |                     | 1951年4月1日 大社町   | 1951年4月1日 大社町     | 1951年4月1日 大社町  | 2005年3月22日 出雲市 | 出雲市 |
| 日御碕村            |                          |                     | 1951年4月1日 大社町   | 1951年4月1日 大社町     | 1951年4月1日 大社町  | 2005年3月22日 出雲市 | 出雲市 |
| 遙堪村              |                          |                     | 1951年4月1日 大社町   | 1951年4月1日 大社町     | 1951年4月1日 大社町  | 2005年3月22日 出雲市 | 出雲市 |
| 鵜鷺村              |                          |                     | 1951年4月1日 大社町   | 1951年4月1日 大社町     | 1951年4月1日 大社町  | 2005年3月22日 出雲市 | 出雲市 |
| 江南村              | 江南村                   | 江南村              | 1951年4月1日 湖陵村   | 1951年4月1日 湖陵村     | 1969年11月3日 湖陵町 | 2005年3月22日 出雲市 | 出雲市 |
| 西濱村              |                          |                     | 1951年4月1日 湖陵村   | 1951年4月1日 湖陵村     | 1969年11月3日 湖陵町 | 2005年3月22日 出雲市 | 出雲市 |
| 田儀村              | 田儀村                   | 田儀村              | 田儀村                | 1956年9月30日 多伎村    | 1969年11月3日 多伎町 | 2005年3月22日 出雲市 | 出雲市 |
| 田岐村              | 田岐村                   | 田岐村              | 1950年12月20日 岐久村 | 1956年9月30日 多伎村    | 1969年11月3日 多伎町 | 2005年3月22日 出雲市 | 出雲市 |
| 久村                |                          |                     | 1950年12月20日 岐久村 | 1956年9月30日 多伎村    | 1969年11月3日 多伎町 | 2005年3月22日 出雲市 | 出雲市 |

## 交通

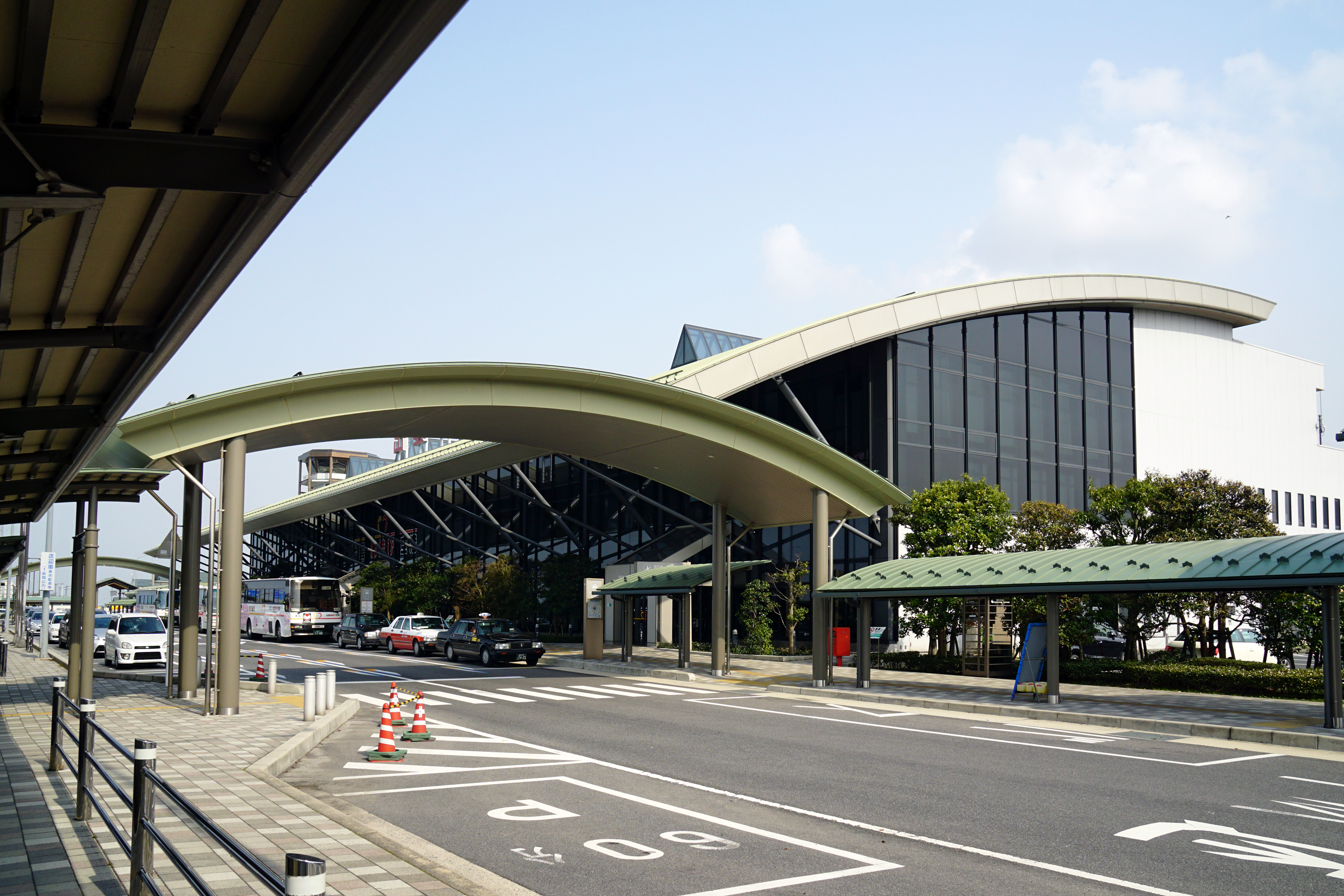
出雲機場

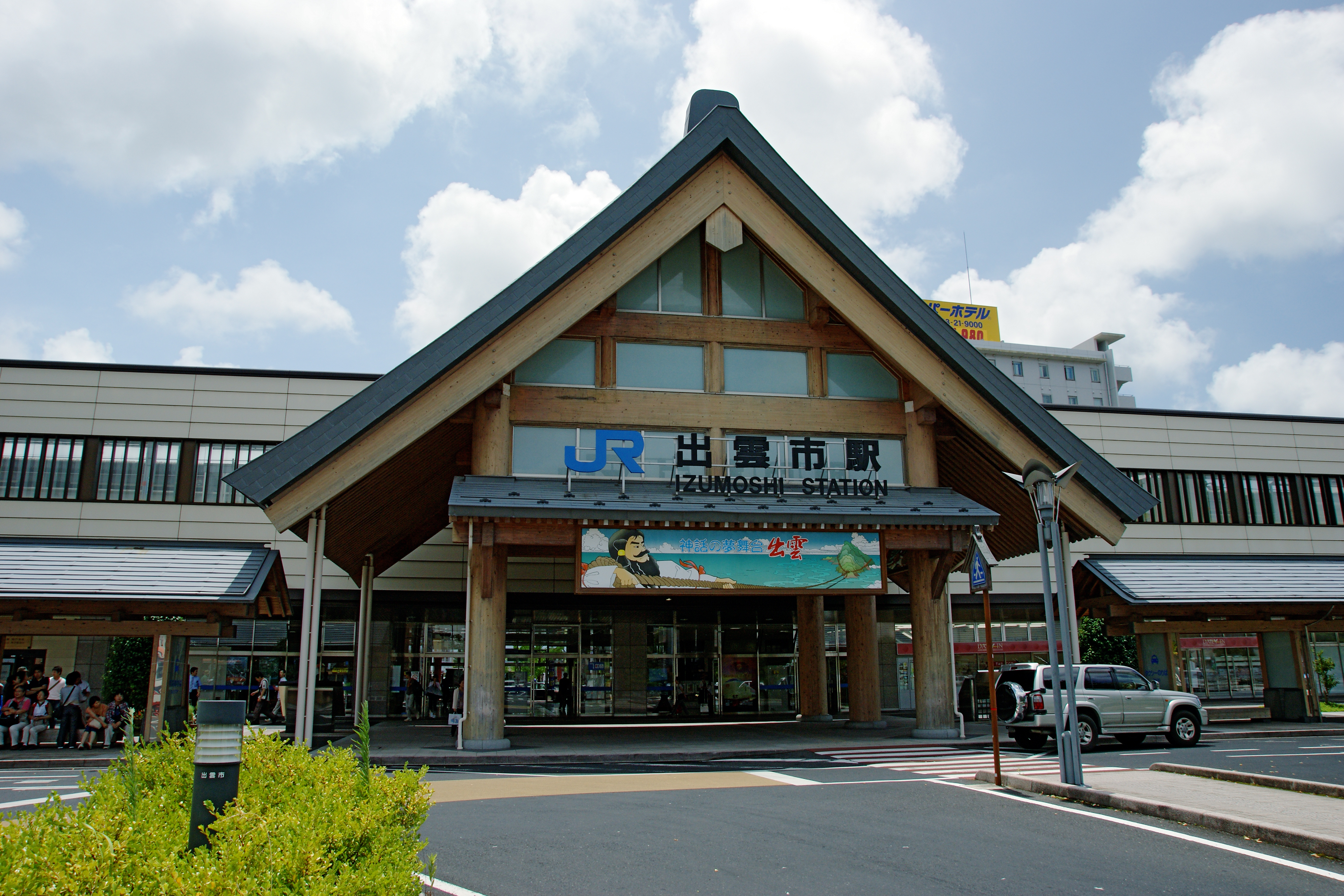
出雲市車站

位於市區東側宍道湖岸邊的出雲機場為島根縣東部的主要機場，配合出雲地區的觀光主題，這座機場也使用「出雲結緣機場」作為暱稱。目前日本航空、日本空中通勤、富士夢幻航空在出雲機場開設有往返東京、大阪、新千歲、隱岐、福岡、名古屋、仙台、靜岡、神戶的航線。
鐵路方面，西日本旅客鐵道山陰本線以東西向穿過出雲市區，其中以出雲市車站為主要車站，同時一畑電車也在出雲市車站旁設有電鐵出雲市車站，可接往東北部的平田市區，並繼續往東沿著宍道湖北岸進入松江市。此外一畑電車有支線大社線可以從川跡車站前往出雲大社；過去西日本旅客鐵道也曾經在出雲市車站設有大社線可以直接前往出雲大社，但此路線已經在1990年停止營運，目前僅有一畑電車的路線可以直接前往出雲大社。
高速公路山陰自動車道從市區南側沿著中國山地的山麓地區通過，在2006年由松江市往西延伸至斐川町的斐川交流道，2011年再往西延伸至位於市區南部的出雲交流道；另一方面，山陰自動車道西側的路段也在2019年自大田市往東延伸至出雲市西部的多伎町地區。目前餘下出雲交流道至出雲多伎交流道之間的路段仍在興建中，預定2024年可以完工通車。

### 鐵路
- 西日本旅客鐵道
  - 山陰本線：（←松江市） - 莊原車站 - 直江車站 - 出雲市車站 - 西出雲車站 - 出雲神西車站 - 江南車站 - 小田車站 - 田儀車站 - （大田市→）
- 一畑電車
  - 北松江線：出雲市車站 - 出雲科學館公園鎮前車站 - 大津町車站 - 武志車站 - 川跡車站 - 大寺車站 - 美談車站 - 旅伏車站 - 雲州平田車站 - 布崎車站 - 湖遊館新站車站 - 園車站 - 一畑口車站 - 伊野灘車站 - （松江市）
  - 大社線：川跡車站 - 高濱車站 - 遙堪車站 - 濱山公園北口車站 - 出雲大社前車站

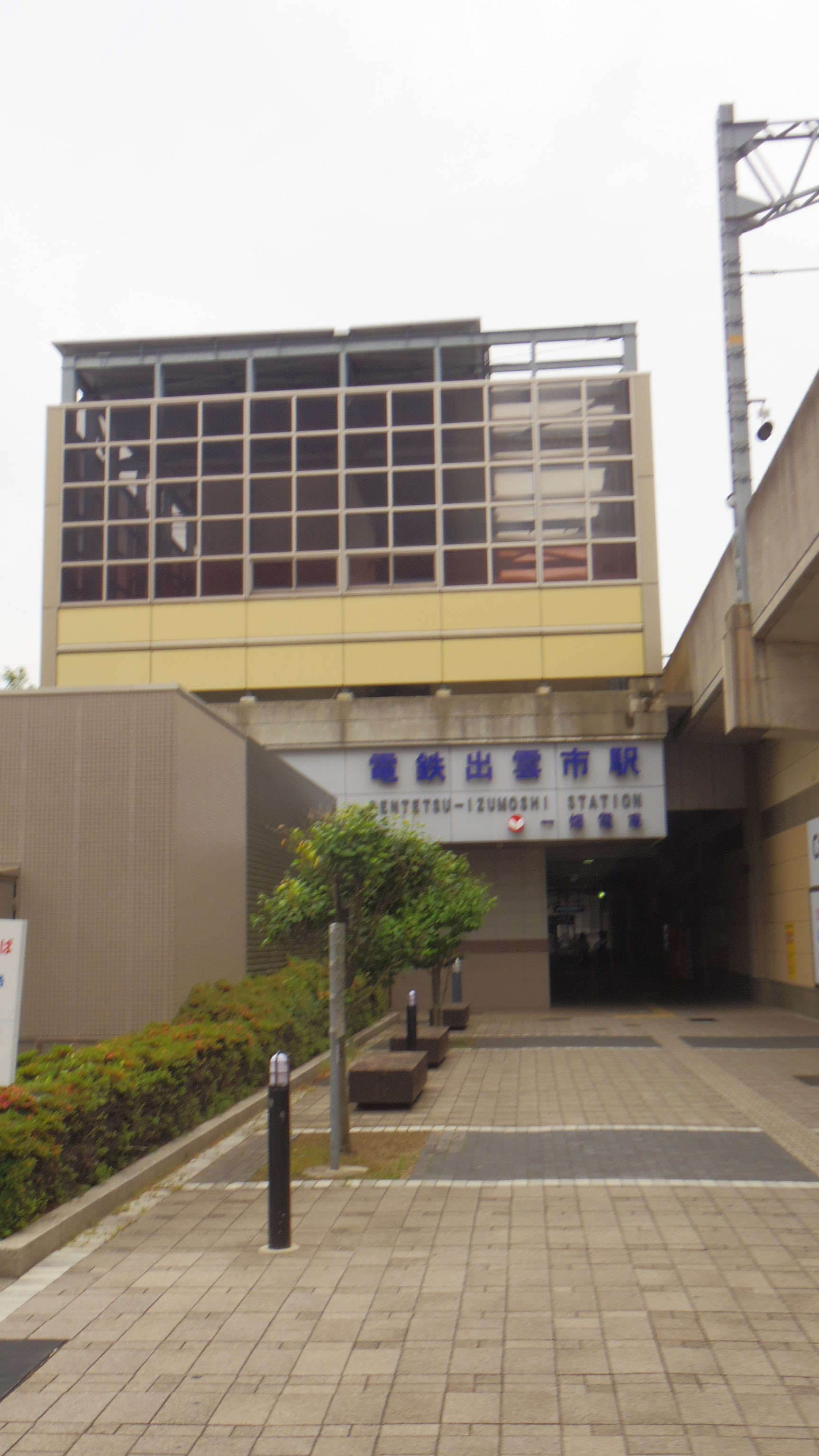
電鐵出雲市車站
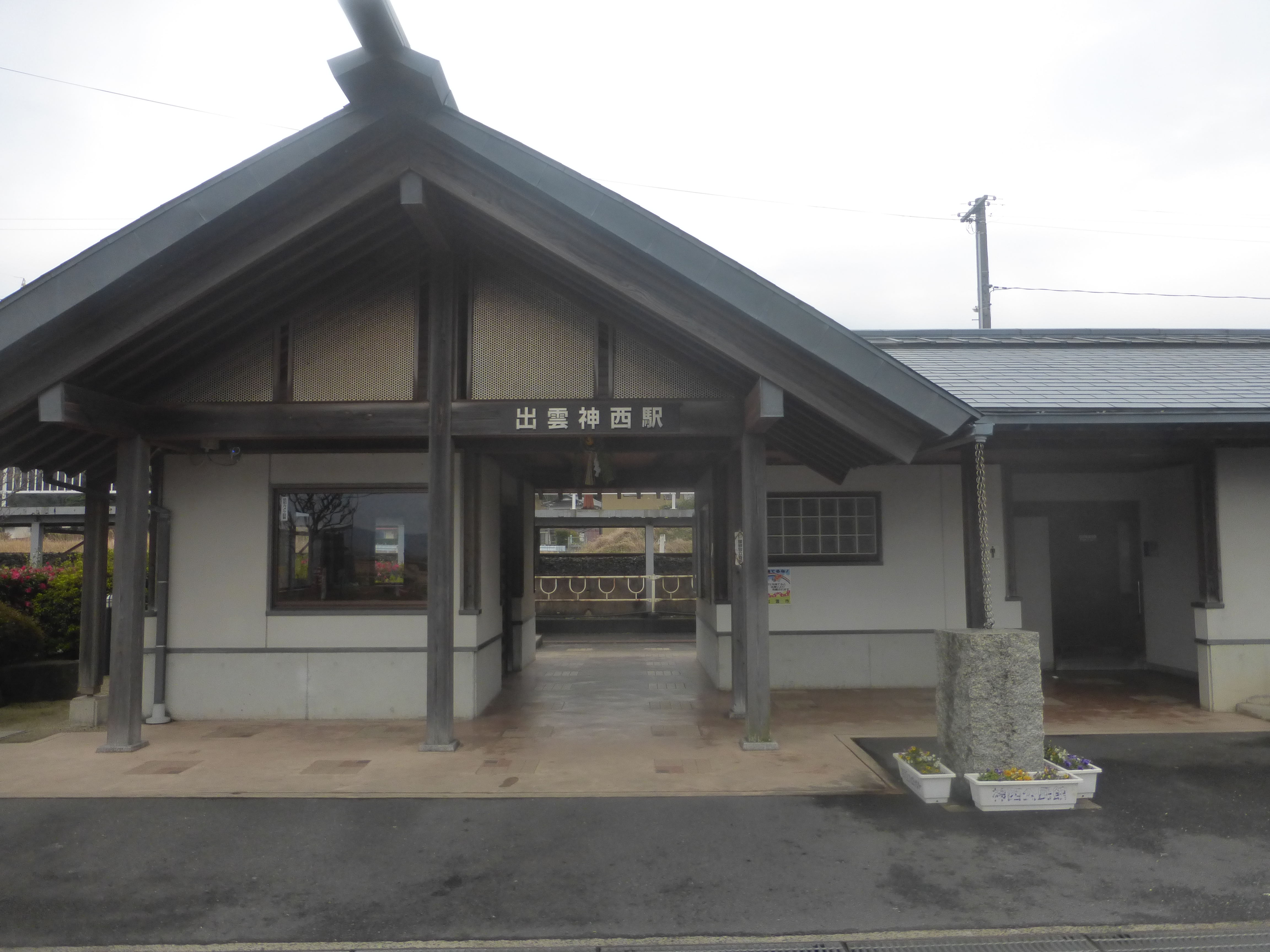
出雲神西車站
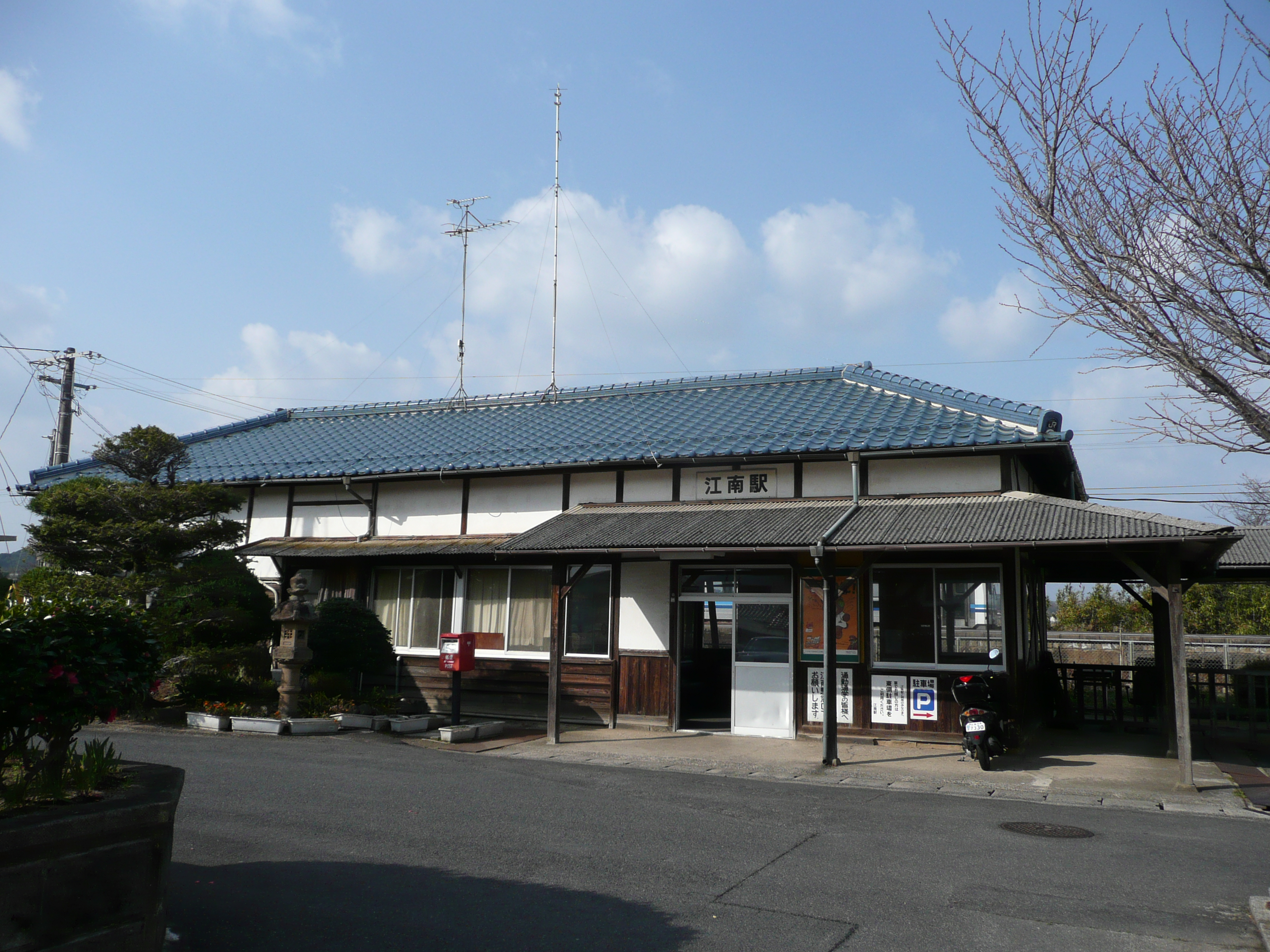
江南車站
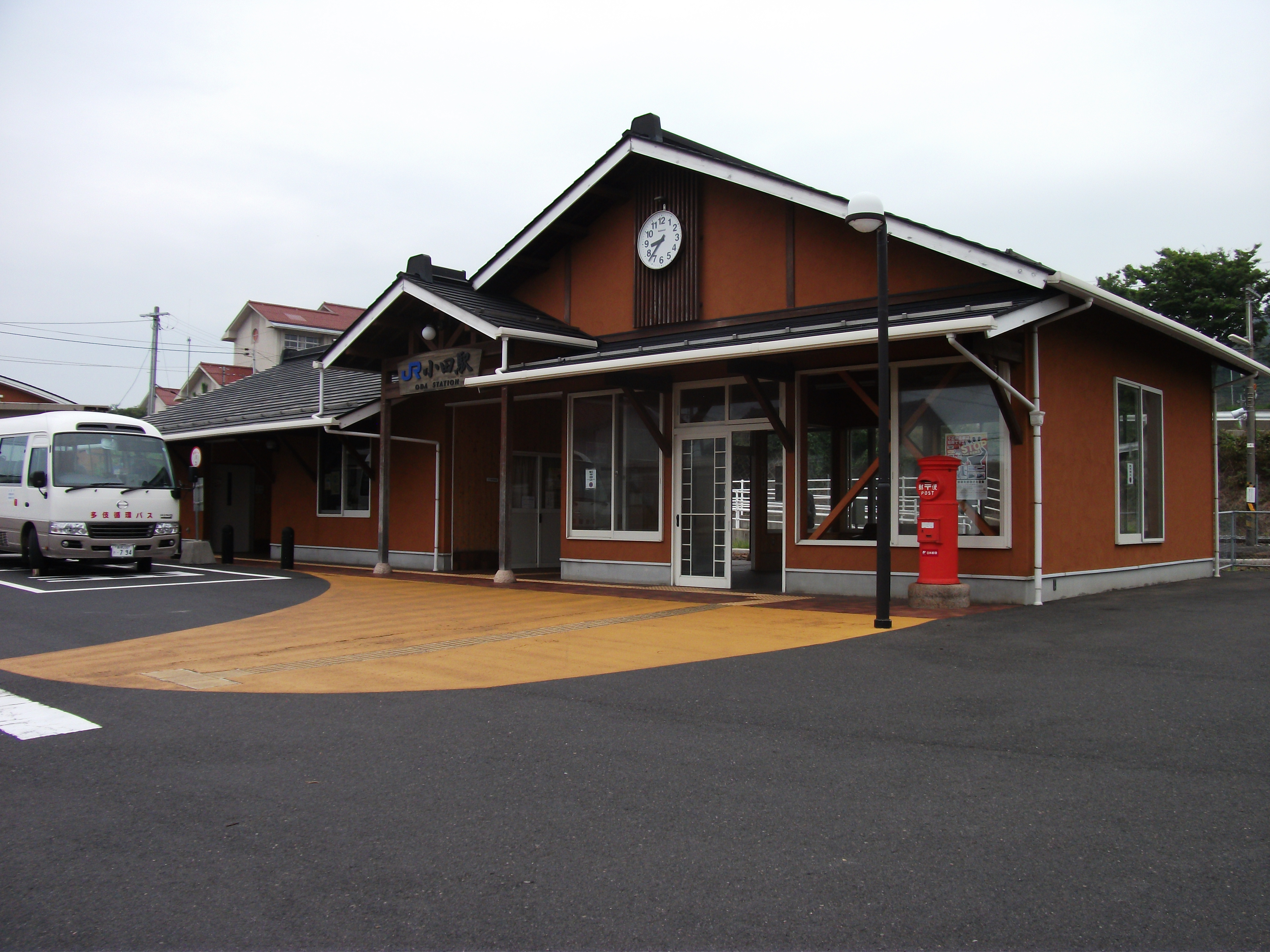
小田車站
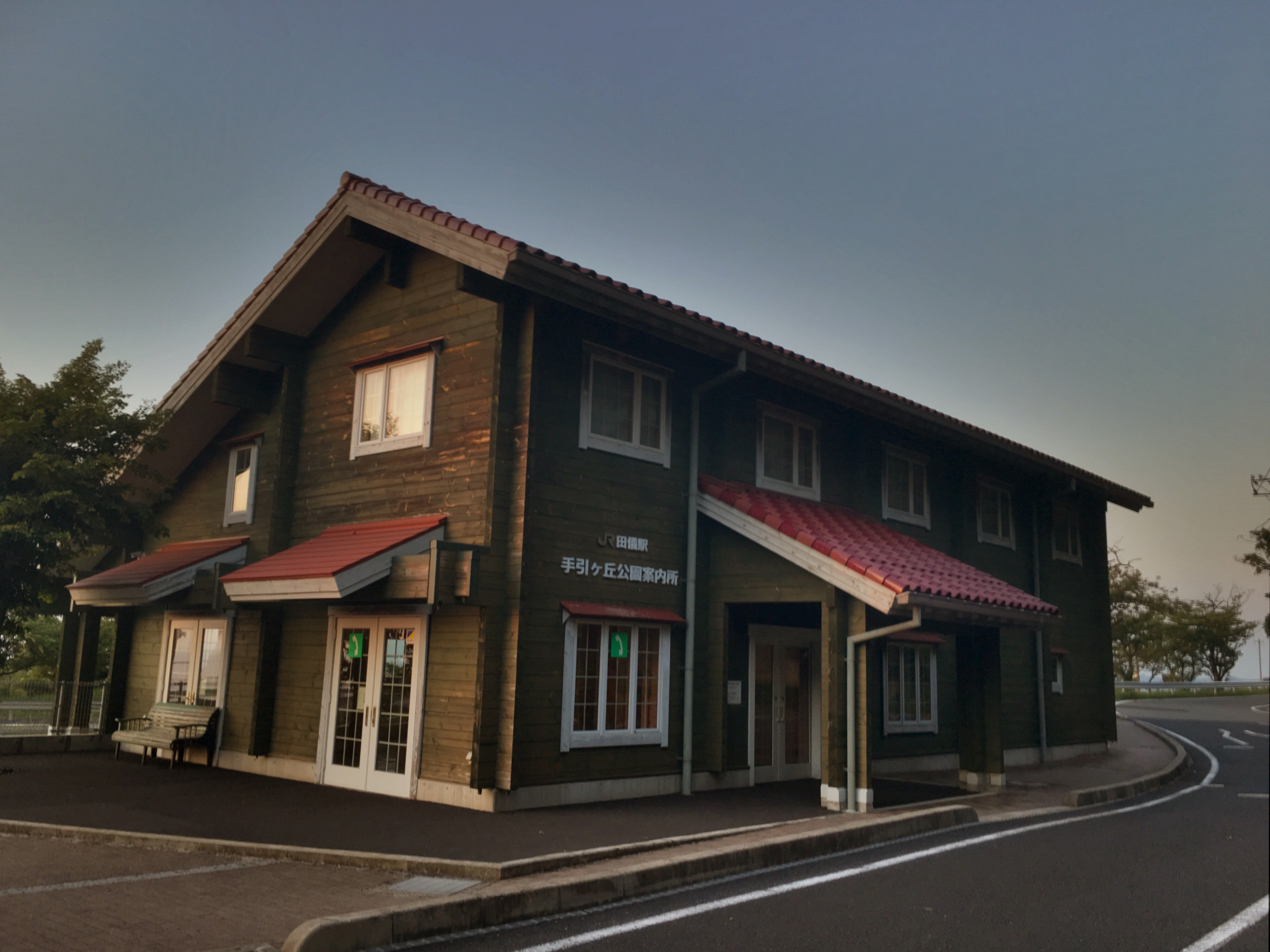
田儀車站
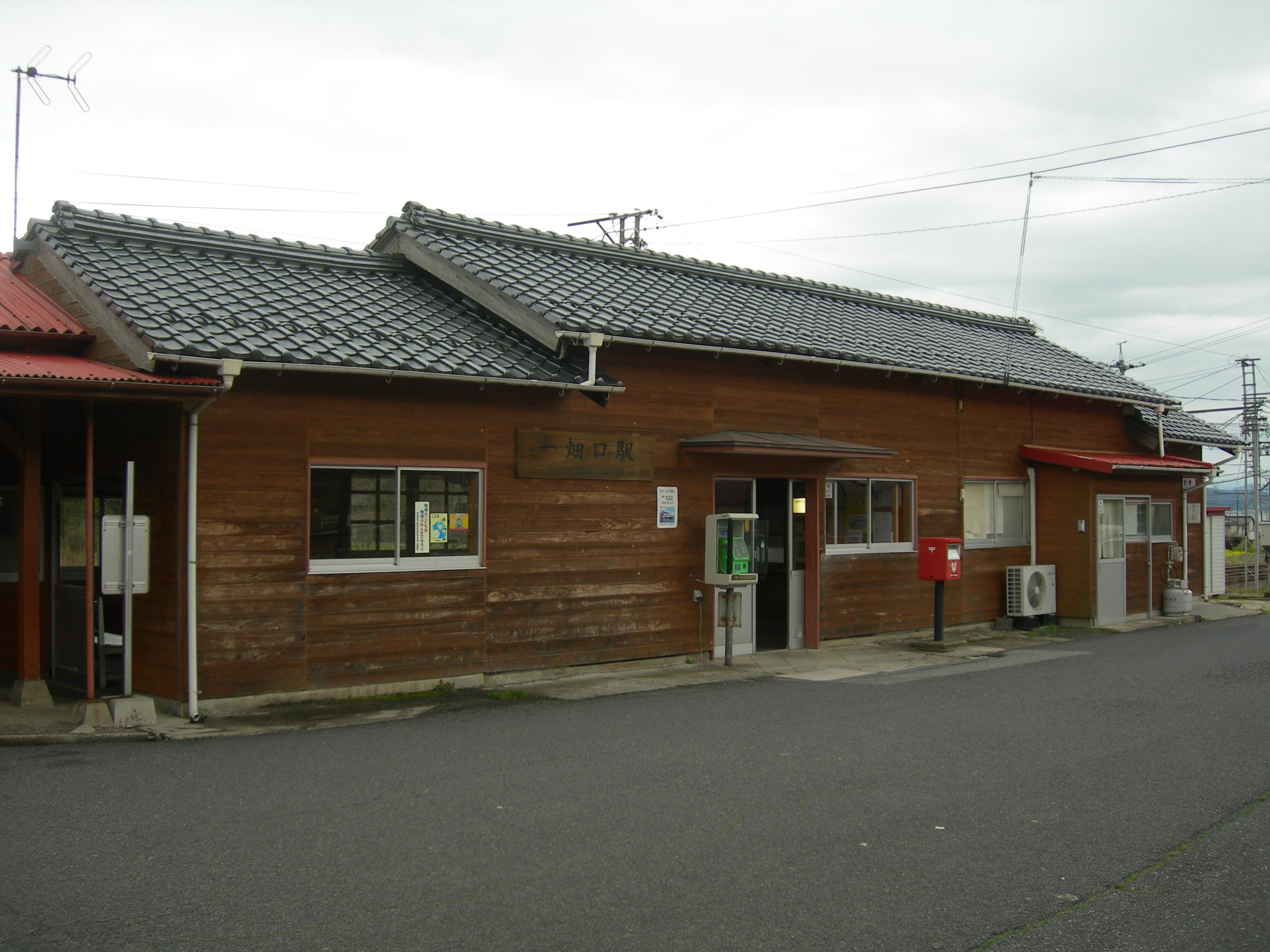
一畑口車站
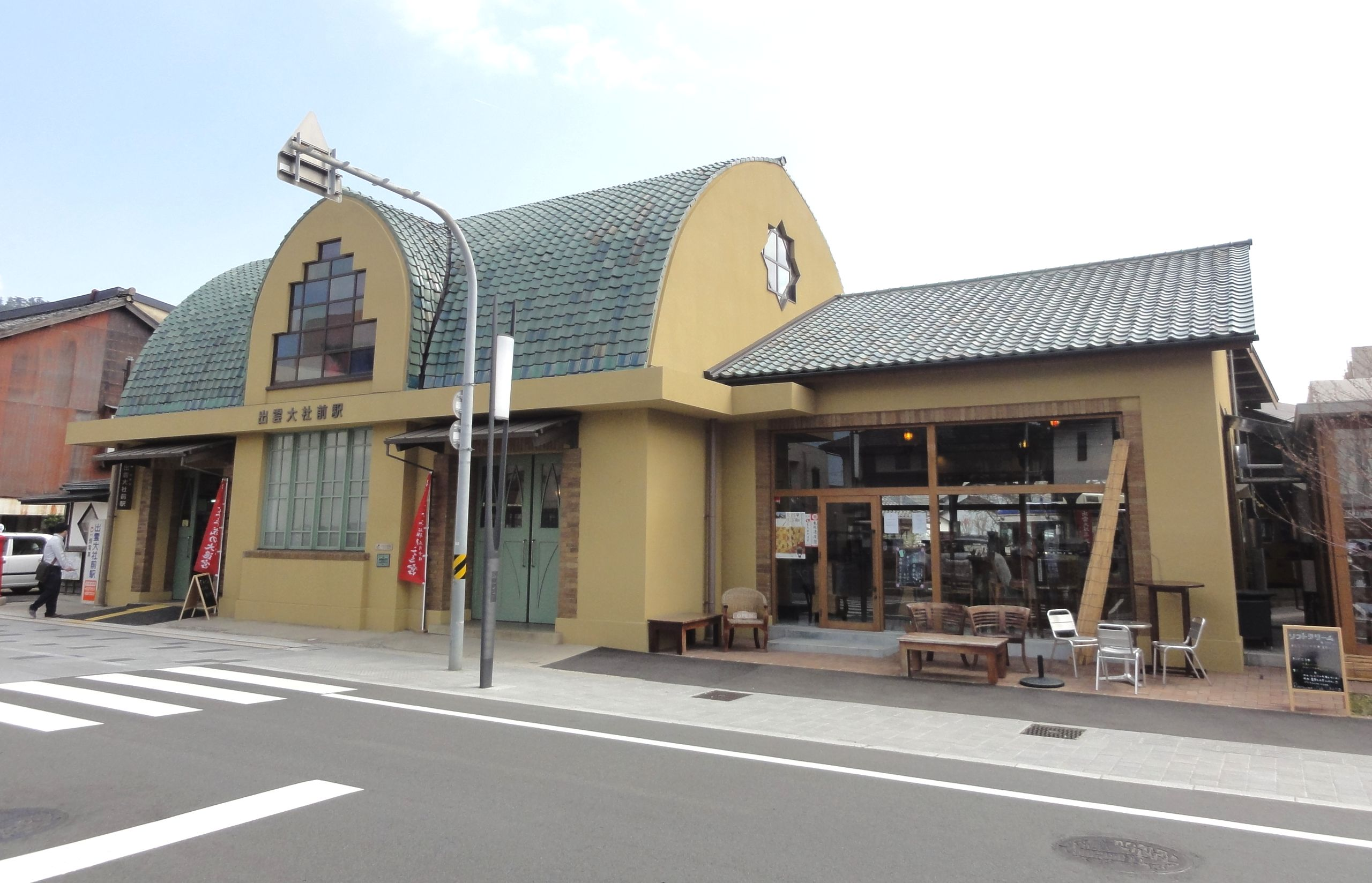
出雲大社前車站

### 道路
高速道路
- 山陰自動車道：（松江市） - 斐川交流道（日语：斐川インターチェンジ） - 出雲交流道（日语：出雲インターチェンジ） - （施工中） - 出雲多伎交流道（日语：出雲多伎インターチェンジ） - （大田市）

## 觀光資源

稻佐之濱

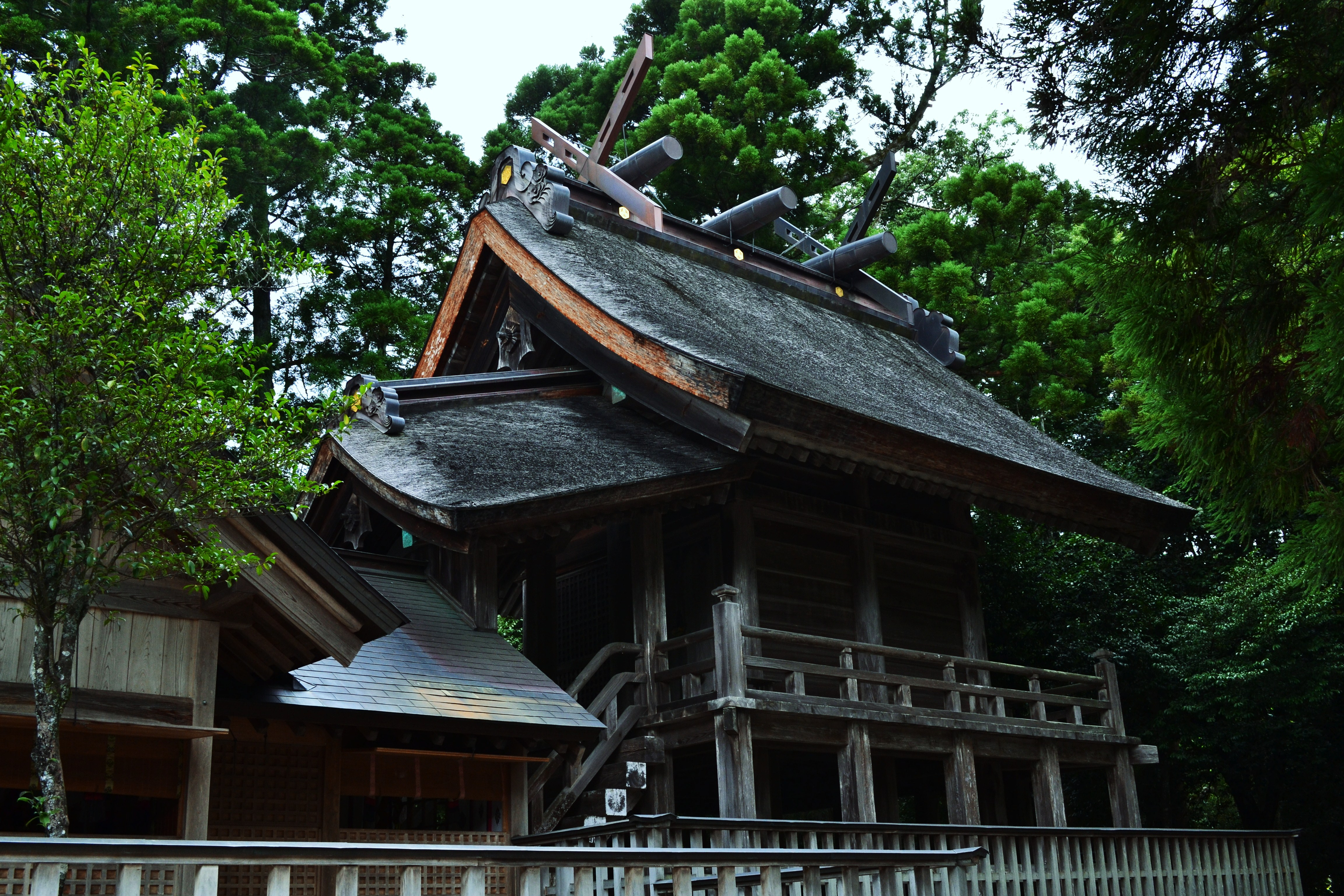
須佐神社

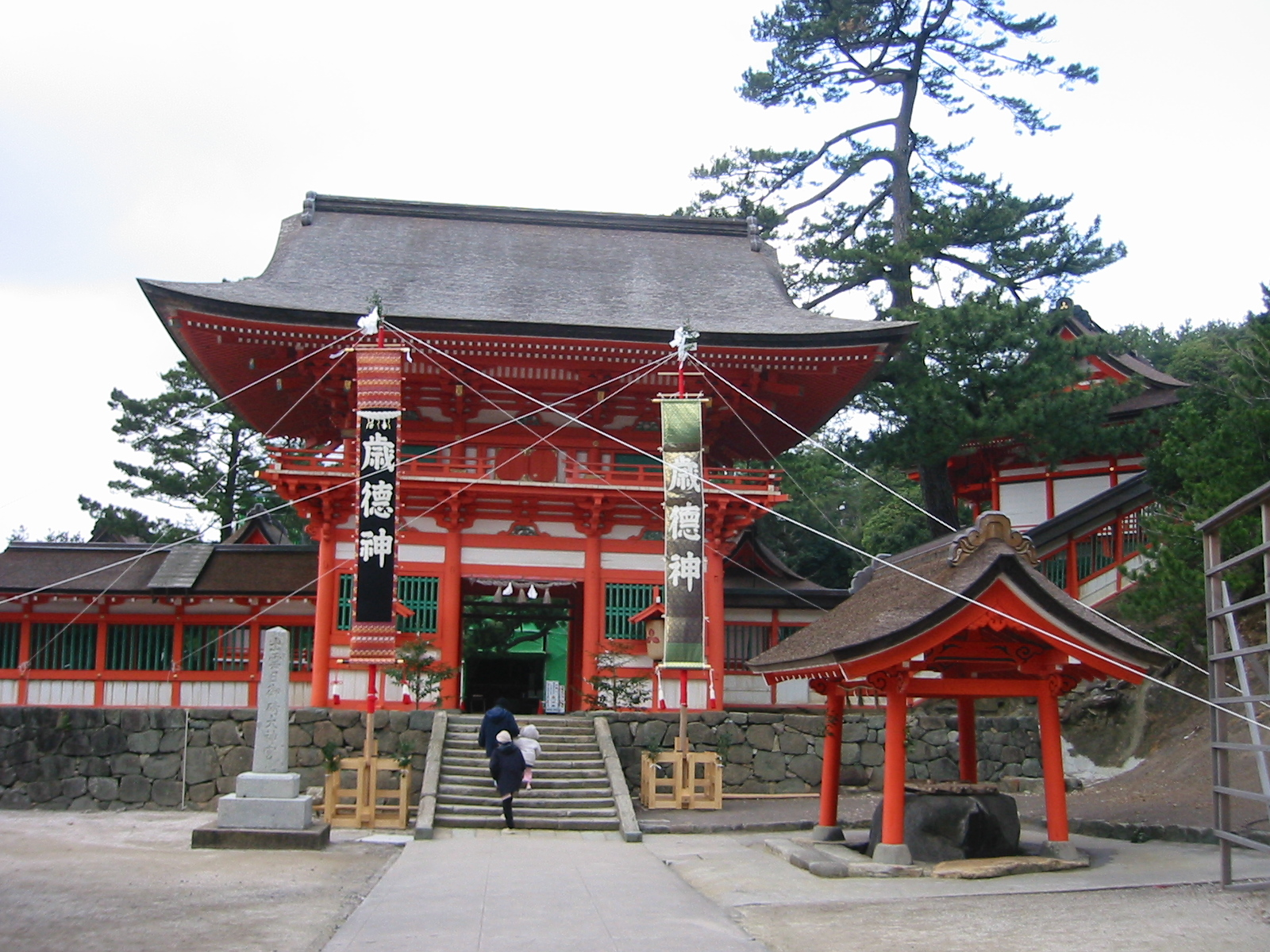
日御碕神社　樓門和歲德神的大幟旗

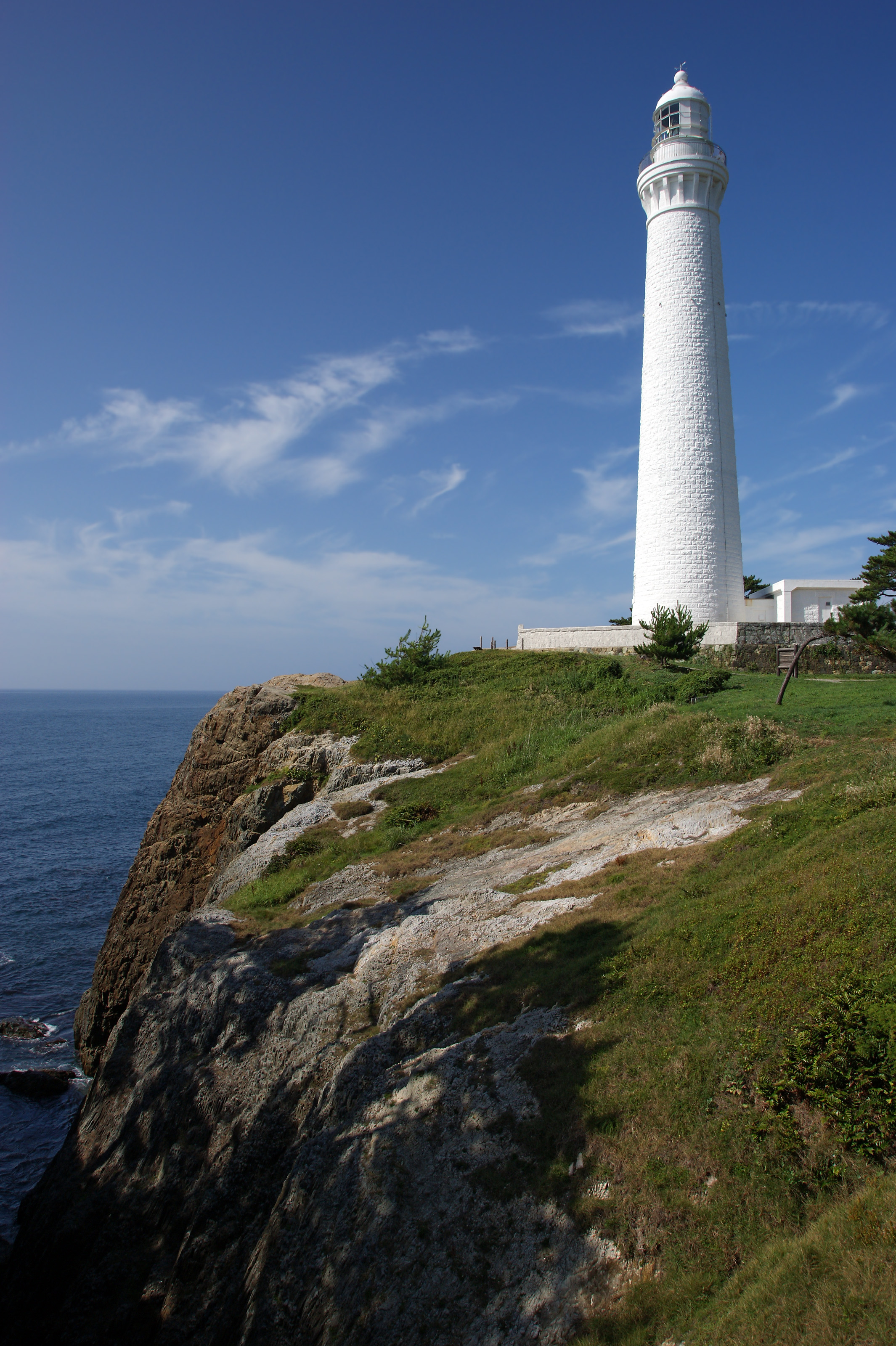
日御碕燈塔

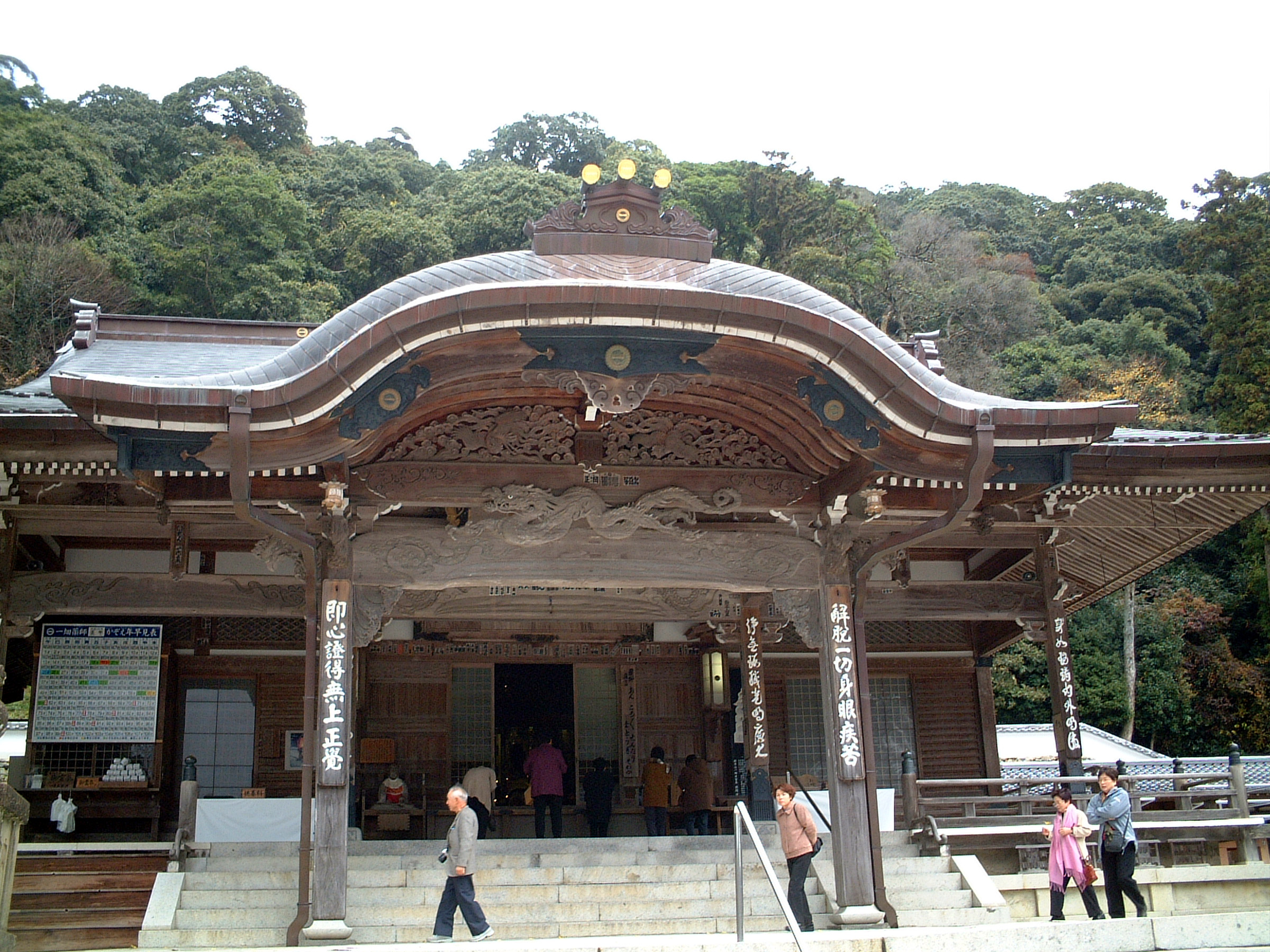
一畑寺

由於在日本神話中有許多發生於出雲的故事，因此神話內的事物成為出雲的觀光主題，在出雲有眾多關於各神話的觀光景點。出雲大社根據《日本書紀》記載，是建立在大國主神讓渡國家後所獲得的土地上，是年代久遠、地位崇高的古神社；由於具有神話色彩，讓本地擁有許多專屬的習俗，日本人一般將農曆十月稱為「神無月」，因為傳說在這個月全日本的諸神都會奉大國主神之命，集結到出雲大社，故只有出雲是「神在月」，並在農曆10月11日～17日這七天盛大舉行「神在祭」。位於出雲大社西側的稻佐之濱則是國讓神話故事的發生地點。
須佐神社所在的須佐地區據說是須佐之男命定居於出雲後，以自己所命名的；在全日本雖然許多地方都有與須佐之男有關係的神社，但這是唯一祭祀著須佐之男命魂魄的神社。
日御碕神社的上之本社又稱為「神之宮」，祭神是神素盞嗚尊；下之本社又稱為「日沈之宮」，其祭神與伊勢神社同樣是天照大御神，兩個本社和稱為日御碕大神宮；其中「日沈之宮」之名的由來是相對於伊勢神宮的「守護日本的白天」，日御碕神社是負責「守護日之本的夜晚」 。而日御碕神社所在的日御碕也因為其海食台的地形被劃入大山隱岐國立公園的範圍內，一旁還有被選入世界燈塔100選和日本燈塔50選的出雲日御碕燈塔。
一畑寺相傳是9世紀在一畑山山麓的漁夫在海上打撈上到一尊藥師如來後所建，漁夫失明的母親也因此再見光明，而後在戰爭中也曾幫助孩童；此後本地的一畑藥師便已以治療眼疾以及保佑小孩成長而聞名，並擁有眾多信徒。甚至出雲本地的一畑電車最初也是在一畑寺的支持下而成立的。

## 教育
出雲市內的高等教育學校有島根大學出雲校區和島根縣立大學出雲校區。島根大學出雲校區過去原為1975年設立的島根醫科大學，2003年與島根大學後成為島根大學的醫學部，也因此其出雲校區主要為醫學部所使用；此外島根大學的生物資源科學部在出雲市神西沖町地區也設有神西砂丘農場。
而島根縣立大學出雲校去最初為1951年設立的島根縣立看護學院，經過多次更名整併後，於2007年整併為島根縣立大學，也因此現在其出雲校區主要為看護榮養學部所使用。市內共有八所高等學校，大多建於20世紀初，其中六所已有超過百年的歷史。

## 姊妹、友好都市

### 日本
- 諫早市（長崎縣）：於1981年7月28日與諫早市、津山市三市共同締結為友好交流都市。
- 津山市（岡山縣）：於1981年7月28日與諫早市、津山市三市共同締結為友好交流都市。
- 琴平町（香川縣）：於1989年10月2日由舊大社町與其締結為友好都市。
- 田邊市（和歌山縣）：於1989年10月27日由同為「日本三美人湯所在地」的舊斐川町、舊龍神村（日语：龍神村）、舊吾妻町締結為姊妹都市，後神村於2006年合併為田邊市。
- 東吾妻町（群馬縣）：於1989年10月27日由同為「日本三美人湯所在地」的舊斐川町、舊龍神村、舊吾妻町締結為姊妹都市，後吾妻町於2006年合併為東吾妻町。
- 櫻井市（奈良縣）：於2004年9月25日由舊大社町與其締結為友好都市。
- 小牧市（愛知縣）：由於2015年出雲機場與名古屋飞行场之間重新開設航線，兩座機場所在的行政區劃於2016年4月28日災害時相互應援協定。

### 海外
- 聖塔克拉拉（美國加州聖塔克拉拉縣）：於1986年10月11日締結為姊妹都市。[13]
- 漢中市（中華人民共和國陝西省）：於 1996年11月2日締結為友好都市。[14]
- 埃維昂萊班（法國羅納-阿爾卑斯上薩瓦省）：於2002年2月15日締結為文化観光友好都市。[15]
- 卡拉約基（芬蘭北博滕區）：於2003年5月8日由舊多伎町與其締結為友好姊妹都市。[16]
- 鄧萊里-拉斯當郡（愛爾蘭倫斯特省）：於2008年6月5日締結為友好交流都市。[17]

## 出雲市出身的名人
- 石橋和訓：畫家
- 竹內瑪莉亞（原文：竹内まりや）：歌手
- 江角真紀子：女演員
- 大野豐：前廣島東洋鯉魚隊投手、現為棒球評論家
- 石橋貢：前橫濱灣星外野手
- 山根麻以：歌手
- 山根榮子：歌手，山根麻以的妹妹
- 青木幹雄：參議院議員
- 澄田信義：島根縣知事
- 里見香奈：棋士
- 錦織健：聲樂家
- 福島明也：聲樂家
- 松本侑子：小說家
- 青山草太：演員
- 柳樂智和：足球選手，目前效力福岡黃蜂
- 川上典洋：足球選手
- 和田毅：福岡軟體銀行鷹投手。出生地是愛知縣江南市，但後來搬家到出雲市
- 永瀨忠志：探險家
- 今岡英樹：第四十一代立行司式守伊之助

## 外部連結
- （日語） 結緣之鎮 出雲的Facebook專頁
- （日語） 出雲觀光指引 （页面存档备份，存于）